# منطقة خالية من الأسلحة النووية

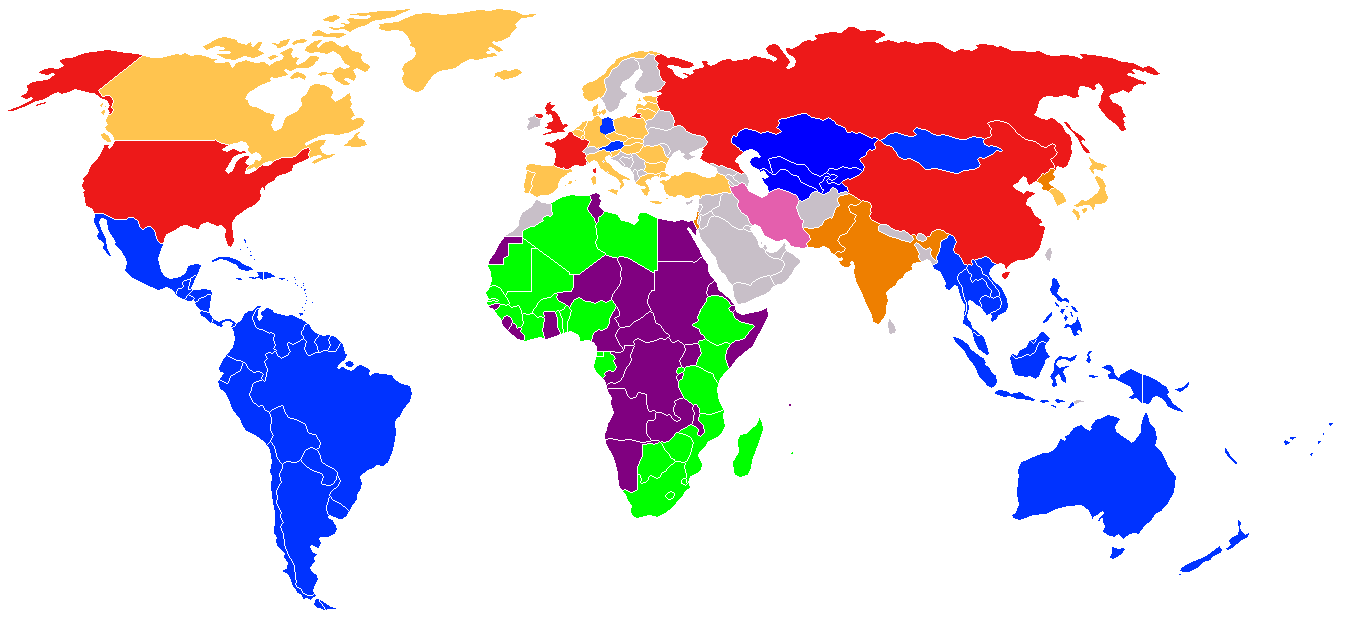

تُعرف المنطقة الخالية من الأسلحة النووية من قبل الأمم المتحدة بوصفها اتفاقًا تؤسس فيه مجموعة من الدول بحرية عن طريق معاهدة أو اتفاقية منع واستخدام وتطوير أو نشر الأسلحة النووية في منطقة معينة، وفي هذا الاتفاق آليات للتأكيد والتحكم لفرض التزاماته وتُحدد من قبل الجمعية العامة للأمم المتحدة. تملك المناطق الخالية من الأسلحة النووية هدفًا مماثلًا، ولكن مميزًا عن معاهدة الحد من انتشار الأسلحة النووية، وتشترك فيها عدة دول بما فيها الدول الخمسة النووية. يعني مصطلح آخر هو المنطقة الخالية من الإشعاعات النووية عادةً منطقةً تمنع كل من الطاقة والأسلحة النووية وفي بعض الأحيان النفايات النووية والدفع النووي، وعادةً لا تُعد اتفاقية تعترف بها الأمم المتحدة.
لا يشمل تعريف المنطقة الخالية من الأسلحة النووية الدول أو المناطق الصغيرة التي تحظر الأسلحة النووية من خلال قوانينها الخاصة، مثل النمسا من خلال قانون الحظر النووي عام 1999. بصورة مماثلة، حظرت اتفاقية أربعة زائد اثنين، التي أدت إلى إعادة توحيد ألمانيا، الأسلحة النووية في الولايات الألمانية الجديدة (برلين وألمانيا الشرقية سابقًا)، ولكنها كانت اتفاقًا بين الولايات الست الموقعة فقط، دون آليات رسمية للمناطق الخالية من الأسلحة النووية.

## النطاق الجغرافي
توجد اليوم خمس مناطق تغطي مجموعات من الدول القارية أو شبه القارية (بما في ذلك مياهها الإقليمية ومجالها الجوي)، وثلاث مناطق تحكم أنتاركتيكا وقاع البحر والفضاء الخارجي ليست جزءًا من أي دولة. سبقت المناطق القطبية الجنوبية وقاع البحر والفضاء جميع المناطق الموجودة في المناطق القومية باستثناء واحدة. لا تغطي المناطق الخالية من الأسلحة النووية معظم محيطات الأرض فوق قاع البحر، إذ تقيد حرية البحار القيود المفروضة على المياه الدولية. اعترفت الأمم المتحدة أيضًا بدولة واحدة، منغوليا، تتمتع بوضع خالٍ من الأسلحة النووية.
لا تغطي المناطق الخالية من الأسلحة النووية المياه الدولية (حيث توجد حرية البحار) أو عبور الأسلحة النووية عبر الفضاء (كما تعارض نشر الأسلحة النووية في الفضاء).
اعتبارًا من 15 يوليو 2009، عندما دخلت المنطقة الخالية من الأسلحة النووية في إفريقيا حيز التنفيذ، تغطي المناطق البرية الستة 56% من مساحة الأرض التي تبلغ مساحتها 149 مليون كيلومتر مربع و60% من الدول المئة وخمسة وتسعين على الأرض، مرتفعةً من 34% و30% في العام السابق؛ ومع ذلك، يعيش 39% فقط من سكان العالم في مناطق خالية من الأسلحة النووية، في حين أن الدول التسع التي تمتلك أسلحةً نووية تمتلك 28% من مساحة الأرض في العالم و46% من سكان العالم.
تُحدد مناطق أنتاركتيكا وأمريكا اللاتينية وجنوب المحيط الهادئ بخطوط الطول والعرض، باستثناء الحدود الشمالية الغربية لمنطقة جنوب المحيط الهادئ التي تتبع حدود المياه الإقليمية الأسترالية، وتشكل هذه المناطق الثلاث منطقةً متجاورة، رغم أن أحكام المعاهدة لا تنطبق على المياه الدولية داخل تلك المنطقة. في المقابل، تُحدد منطقة جنوب شرق آسيا بمناطق أعضائها بما في ذلك مناطقها الاقتصادية الخالصة، وتعرف المنطقة الأفريقية أيضًا بأنها البلدان والأقاليم التي تعتبرها منظمة الوحدة الأفريقية (التي تسمى الآن الاتحاد الأفريقي) جزءًا من أفريقيا، والتي تضم جزرًا قريبة إلى أفريقيا ومدغشقر. تملك موريشيوس العضو في الاتحاد الإفريقي، إقليم المحيط الهندي البريطاني حيث تُعتبر دييغو غارسيا قاعدةً عسكرية أمريكية في الوقت الحالي.

## الطاقة النووية في الدول الخالية من الأسلحة النووية
تملك أربع دول في المنطقة الخالية من الأسلحة النووية محطات نووية لتوليد الكهرباء. كان لدى جنوب إفريقيا في السابق برنامج أسلحة نووية انتهى عام 1989.
تُعرف الأرجنتين والبرازيل بتشغيلها مرافق تخصيب اليورانيوم. تشمل البلدان التي كان لديها برامج تخصيب اليورانيوم في الماضي ليبيا وجنوب إفريقيا، رغم أن منشأة ليبيا لم تعمل مطلقًا. أعلنت أستراليا عن عزمها متابعة التخصيب التجاري، وهي تبحث بنشاط عن تخصيب الليزر.
تملك كل من الأرجنتين والبرازيل أيضًا خططًا لبناء غواصات نووية.